# معالجة الكلام

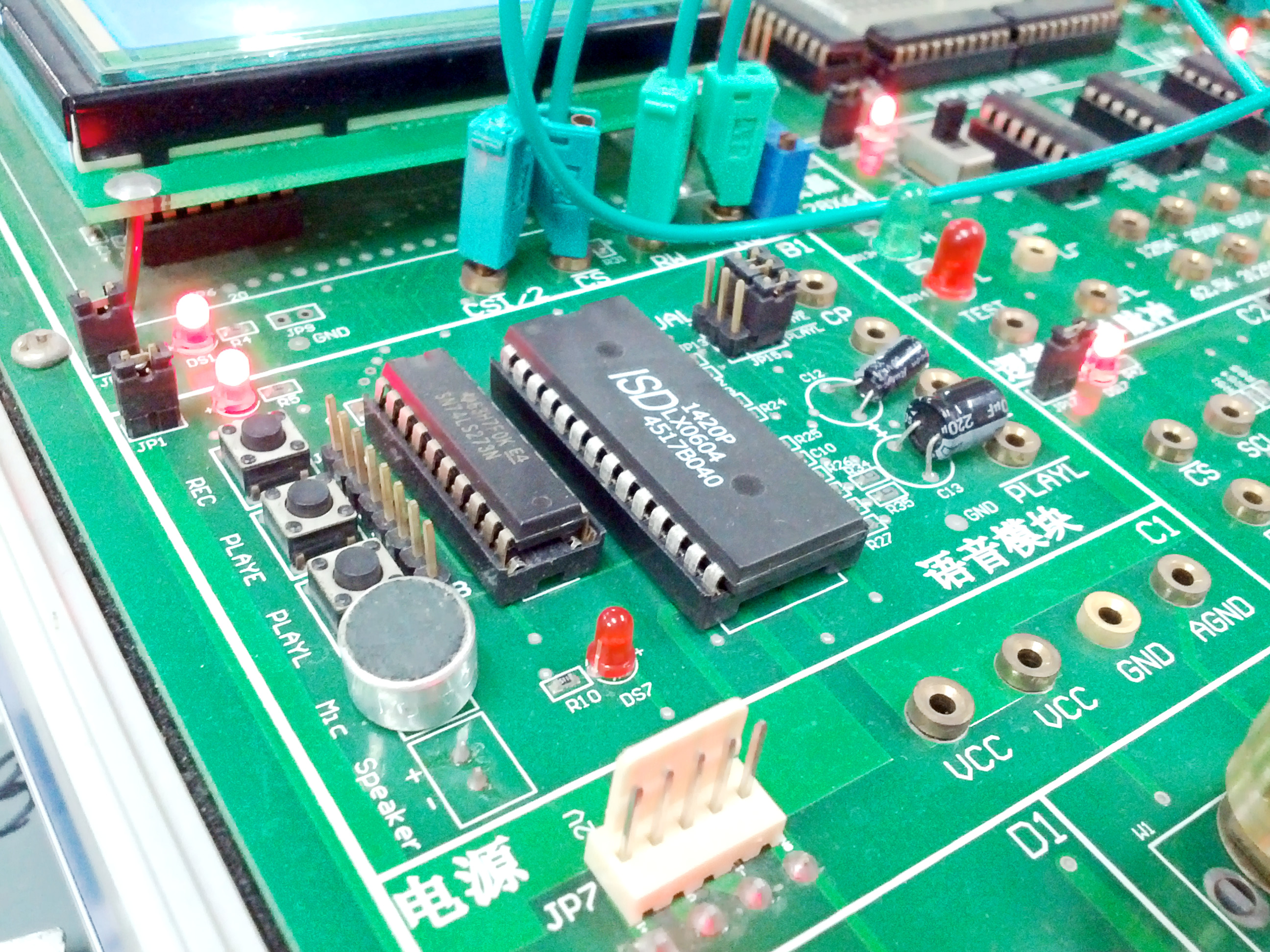

معالجة الكلام هو دراسة إشارات الكلام وأساليب معالجة هذه الإشارات. عادة ما تتم معالجة الإشارات في تمثيلها الرقمي، لذلك يمكن اعتبار معالجة الكلام كحالة خاصة من معالجة الإشارات الرقمية، وتطبيقها على إشارة الكلام. معالجة الكلام يشمل التحصيل، والتلاعب أو
التصرف، وتخزين و تحويل وإخراج إشارات الكلام الرقمية.